# Успение Богородично (Слаковци)
„Успение Богородично“ е възрожденска православна църква на Софийската епархия на Българската православна църква, разположена в брезнишкото село Слаковци.

## История
Построена е в 1870 година. Видният български зограф Никола Янев заедно със сина си Соломон изписва църквата. Ктиторският надпис гласи „Изобразисѧ сеїи Бжственй храмъ Оуспение Пресветиѧ Богорицы: на 1888 г. свещеникъ быивши: П: Никола П: Хрїстовъ: с. Слаковци Изъ рȢкіи Никола Ѧновъ и син мȢ Соломонъ ѿ село Галичникъ 1888“. Стенописите са сцени от Писанието и образи на светци. Колоритът е суров, фоновете са светлосини и като цяло стенописите са неудачни.
Църквата е обявена за паметник на културата с местно значение.